# Magnolia sarawakensis
Magnolia sarawakensis är en magnoliaväxtart som först beskrevs av A.Agostini, och fick sitt nu gällande namn av Hans Peter Nooteboom. Magnolia sarawakensis ingår i släktet Magnolia och familjen magnoliaväxter. Inga underarter finns listade i Catalogue of Life.